# معدر
معدر هي قرية سورية صغير توجد في محافظة ريف دمشق في منطقة قدسيا